# NTO:s scoutförbund
NTO:s scoutförbund var ett scoutförbund bildat 1927 med NTO som moderförbund. Från början var det ett flick- och ett pojkscoutförbund som 1959 slogs  samman till ett förbund. Initiativtagare var Robert "Solvargen" Larsson folkskollärare från Älvkarleö i Norduppland. I december 1926 startades den första scoutpatrullen i en provisorisk scoutlokal i Västanå skola i Älvkarleö. Redan ett halvår senare hölls den första ledarutbildningen – en Malteserkurs i Eksjö. 1932 blev NTO:s Scoutförbund (endast pojkar) anslutna till Svenska Scoutunionen. För NTO:s flickscouter löstes detta genom att de 1938 anslöts kollektivt till Sveriges Flickors Scoutförbund. Först 1946 blev NTO:s och IOGT:s Flickscoutförbund egna förbund inom Sveriges Flickscoutråd. Inom NTO samarbetade pojk- och flickscouterna med varandra redan från början, i de lokala scoutkårerna såväl som på riksplanet. Oftast hade man separata patruller för flickor och pojkar fram till 1960-talet. Lägren var i allmänhet gemensamma liksom större kåraktiviteter. De lokala variationerna var dock stora.

## Utbildningar

### Malteserkurs
Ett år efter att NTO Scoutförbund hade bildats genomfördes den första Malteserkursen i Eksjö sommaren 1928. Såväl flickor som pojkar hade lockats från skilda delar av landet och någon större skillnad på pojkar och flickor i de båda scoutförbundens begynnelse fanns inte. Här utnyttjades gemensamma krafter.   

### Gilwellkurser
En eftertraktad utbildning som funnits i scoutings födelseland sedan 1919 och genomfördes på det kända kurscentrumet Gilwell Park, var en fördjupning och vidareutbildning i scoutledar- och avdelningsledarskap. Kursformen byggde i ännu högre grad på scoutings metodik, patrullen som arbetsgrupp, friluftsliv som metod, lära genom att göra eller som man lokalt sade learning by doing. Det var en upplevelserik kursform med många bekräftelser på scoutings grundidéer. Scoutlagens alla delar, löftets djupa och meningsfulla betydelse, symboler som påminner om rörelsens betydelse och traditioner och ceremonier gav kursen en stämningsfull inramning.
Kursformen kom till Sverige i slutet av tjugotalet och det första centrumet blev Gilwellstugan utanför Rockelstad i Sörmland. Man fick från Svenska Scoutunionen ansöka om tillstånd i England för att få genomföra en Gilwell-kurs och kursledaren var tvungen att genomgå utbildning i Gilwell park för att få kompetens för genomförande av kursen i Sverige. Kursformen var mycket attraktiv, och det blev mycket tydligt att de som genomgått kursen syntes då de vid kursens avslutning fick en avvikande halsduk och sölja att bära. Dessa symboler har fått stor betydelse för de som genomgått kursen. Alla deltagare från olika delar av världen har fått lära sig betydelsen och symboliken och känner därmed en samhörighet vid möten då de vet att de bär med sig likartade erfarenheter. Kursformen vände sig till manliga scoutledare. Flickscoutledare var inte målgruppen, om man inte råkade vara vargungeledare, då var man mycket välkommen till Vargungegilwellkurser.
NTO:s scoutförbund  arrangerade sin första Gilwellkurs 1963 på den nyligen inköpta anläggningen Ransbergs Herrgård i Ransäter i Värmland. Kursformen slog ordentlig rot i anläggningen och fem stockvindskydd byggdes av material från den rivna delen av magasinets mittdel. Kring varje vindskydd fanns en väl tilltagen lägerplats för patrullen.

## Läger

### Västerås 1929
Det första lägret var i Västerås 1929 och samlade 200 deltagare. Lägret var ett första försök med ett förbundsläger.     

### Leksand 1932
1932  arrangerar NTO-scoutförbund sitt första gemensamma riksläger för flickor och pojkar i Leksand i Dalarna där man samlar drygt ettusen scouter vilket var sensationellt vid den här tiden i ett ganska nytt förbund.

#### TTT eller Tullgarn trettioåtta
TTT blev det första riktigt stora scoutlägret där fem scoutförbund medverkade. Sveriges Scoutförbund var arrangör och bjöd in de övriga förbunden där NTO under ledningen av scoutchef Arne Henriksson deltog med ca 300 deltagare.

#### Ransberg 1970
Det sista NTO-scoutlägret och första rikslägret i NSF-regi genomfördes 1970 på Ransberg med 1 200 deltagare och blev förmodligen ett avstamp in i den nya organisationen och det nya förbundet.

## Förbundets anläggningar

### Brynberget
NTO:scoutförbund hade från 1950 en kursgård i Grangärde i Dalarna. Denna gård ”Brynberget” hade sina begränsningar och låg dessutom avsides. Anläggningen avvecklades på 1960-talet. 

### Ransbergs Herrgård
Förbundet sökte efter en lägergård i början 1960-talet och fann Ransbergs Herrgård i Munkfors kommun. Gården ägdes av skogsbolaget Mölnbacka-Trysil och köptes 1963 för 35 000 kr, pengarna samlades in inom förbundet. Anläggningen användes för kurser och läger och 1969 genomfördes en internationell Gilwelledarkurs, TTC Training the Team Course, med  än the Camp Chief John Thurman från Gilwell Park utanför London som kursledare. 

## Förbundets ledning

### Flickscoutchefer
| 1927 – 1930 | Asta Berg-Dahlqvist  |
| 1930 – 1937 | Eva Ståhl-Henricsson |
| 1938 – 1939 | Inga-Lisa Elgeskog   |
| 1939 – 1941 | Aina Bredelius       |
| 1941 – 1947 | Aina Strand          |
| 1947 – 1952 | Milred Gatenheim     |
| 1952 – 1953 | Aina Gustavsson      |
| 1953 – 1959 | Aina Strand          |
| 1959 – 1960 | Gudrun Höglund       |
| 1960 – 1971 | Milred Gatenheim     |

### Pojkscoutchefer
| 1927 – 1939 | Robert Larsson   |
| 1939 – 1943 | Erik W Gatenheim |
| 1943 – 1949 | Robert Larsson   |
| 1949 – 1952 | Erik W Gatenheim |
| 1952 – 1955 | Arne Henricsson  |
| 1956 – 1959 | Erik Dahlgren    |
| 1959 – 1971 | Jan Wikegård     |

### Förbundsordförande
| 1959 – 1967 | Erik W Gatenheim  |
| 1967 – 1968 | Jan Wikegård      |
| 1968 – 1971 | Nils Ivar Engberg |

I samband med att IOGT och NTO gick samman till IOGT-NTO, bildade förbundet tillsammans med IOGT:s scoutförbund det nya förbundet Nykterhetsrörelsens scoutförbund.